# الکساندر نواک
الکساندر نواک (روسی: Александр Валентинович Нóвак؛ زادهٔ ۲۳ اوت ۱۹۷۱) سیاست‌مدار اهل کشور روسیه است. وی وزیر کنونی سوخت(انرژی) روسیه است.